# District historique de Tobin Harbor
 (juillet 2020).
Pour les articles homonymes, voir Tobin.
Le district historique de Tobin Harbor (anglais : Tobin Harbor Historic District) est un district historique du comté de Keweenaw, au Michigan. Protégé au sein du parc national de l'Isle Royale, il est inscrit au Registre national des lieux historiques depuis le 5 août 2019.